# Буххольц (Тюрингия)
Буххольц (нем. Buchholz) — община в Германии, в земле Тюрингия. 
Входит в состав района Нордхаузен. Подчиняется управлению Хонштайн/Зюдхарц.  Население составляет 215 человек (на 31 декабря 2010 года). Занимает площадь 2,62 км².